# Sophus Lie
Marius Sophus Lie (n. 17 decembrie 1842 - d. 18 februarie 1899) a fost un matematician norvegian, cunoscut mai ales pentru crearea conceptului de simetrie continuă și aplicarea acestuia în geometrie și în studiul ecuațiilor diferențiale.
Studiile sale au condus la elaborarea unui nou gen de structură algebrică, care ulterior îi va purta numele: algebră Lie.
În 1892 devine membru al Academiei Franceze de Științe, iar în 1895 al Royal Society.